# Die Schweizerische Post

Logo zwischen 1999 und 2023 (deutsche Version).

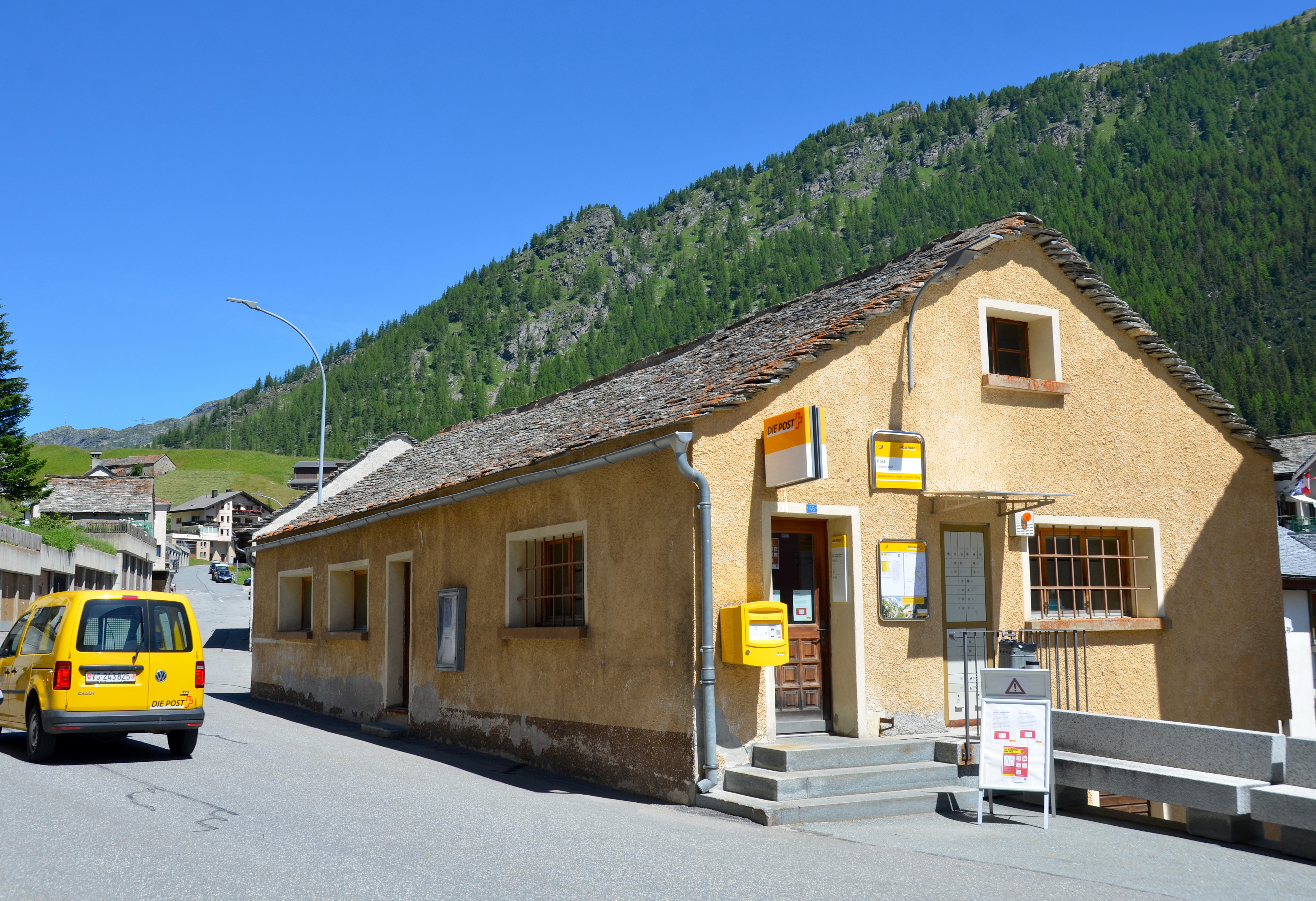
Post-Filiale in 3907 Simplon Dorf (2020)

Die Schweizerische Post AG (französisch La Poste Suisse, italienisch La Posta Svizzera, rätoromanisch La Posta Svizra) ist eine spezialgesetzliche Aktiengesellschaft in der Schweiz. Sie beförderte im Jahr 2023 rund 1,6 Milliarden adressierte Briefe, 185 Millionen Pakete, transportierte 175 Millionen Reisende und verwaltete durchschnittlich 104 Milliarden Schweizer Franken Kundenvermögen. Diese Aufgaben werden mit einem Personalbestand von rund 46'000 Personen bewältigt, wovon der grösste Teil in der Schweiz beschäftigt ist. Damit gehört sie zu den grössten Arbeitgebern in der Schweiz. Im Juni 2022 war sie auf der Liste der grössten Unternehmen in der Schweiz auf dem 38. Platz.

## Konzernstruktur
Unter dem Dach des Konzerns Die Schweizerische Post AG sind diverse Konzerngesellschaften angesiedelt, darunter:
- Post CH AG (Markenname: Die Post): befördert Briefe und Pakete
- Post CH Netz AG: betreibt die Poststellen sowie weitere Zugangspunkte
- PostFinance AG: betreibt ein Finanzinstitut
- PostAuto AG: betreibt ein nationales Busnetz
- Post CH Kommunikation AG: ist im Kommunikationsmarkt tätig
- Post Immobilien Management und Services AG: entwickelt, bewirtschaftet und vermarktet Liegenschaften

## Konzernleitung
- 1998 – 2000: Reto Braun
- 2000 – 2009: Ulrich Gygi
- 1. April 2009 – 13. Dezember 2009: Michel Kunz
- 14. Dezember 2009 – 31. August 2012: Jürg Bucher
- 1. September 2012 – 8. Juni 2018: Susanne Ruoff[6]
- 9. Juni 2018 – 31. März 2019: Ulrich Hurni, ad interim[7]
- 1. April 2019 – 31. März 2025: Roberto Cirillo[8][9]
- 1. April 2025 – 31. Oktober 2025: Alex Glanzmann, ad interim[10][11]
- ab 1. November 2025: Pascal Grieder[12]

## Geschichte

Eine automatische Sortierungsanlage der PTT in der Schanzenpost in Bern

Ortspostmarke zu 2½ Rappen, 1850

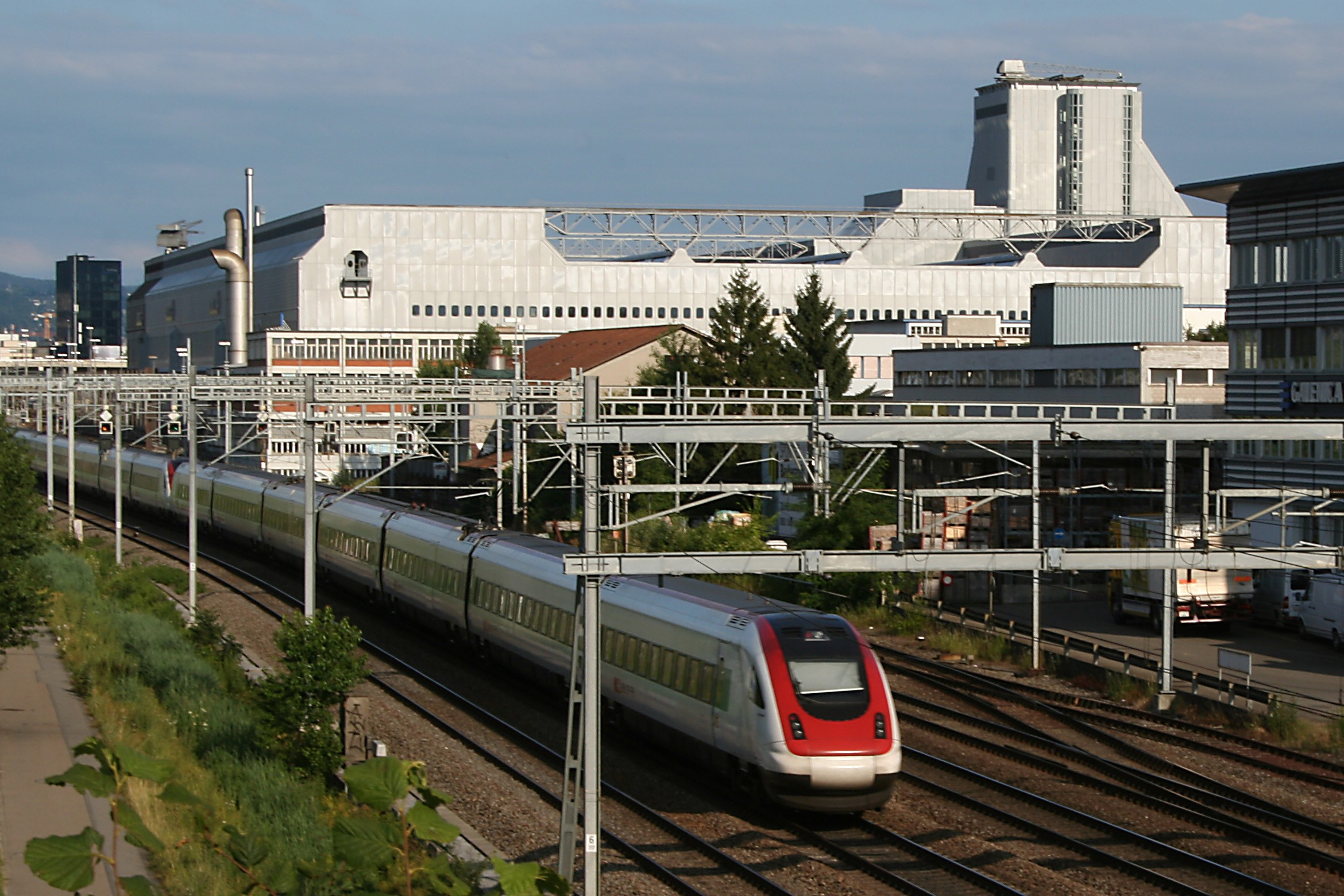
Das ehemalige Paketzentrum in Zürich Mülligen, erstes der drei Briefzentren, entworfen vom Architekten Theo Hotz

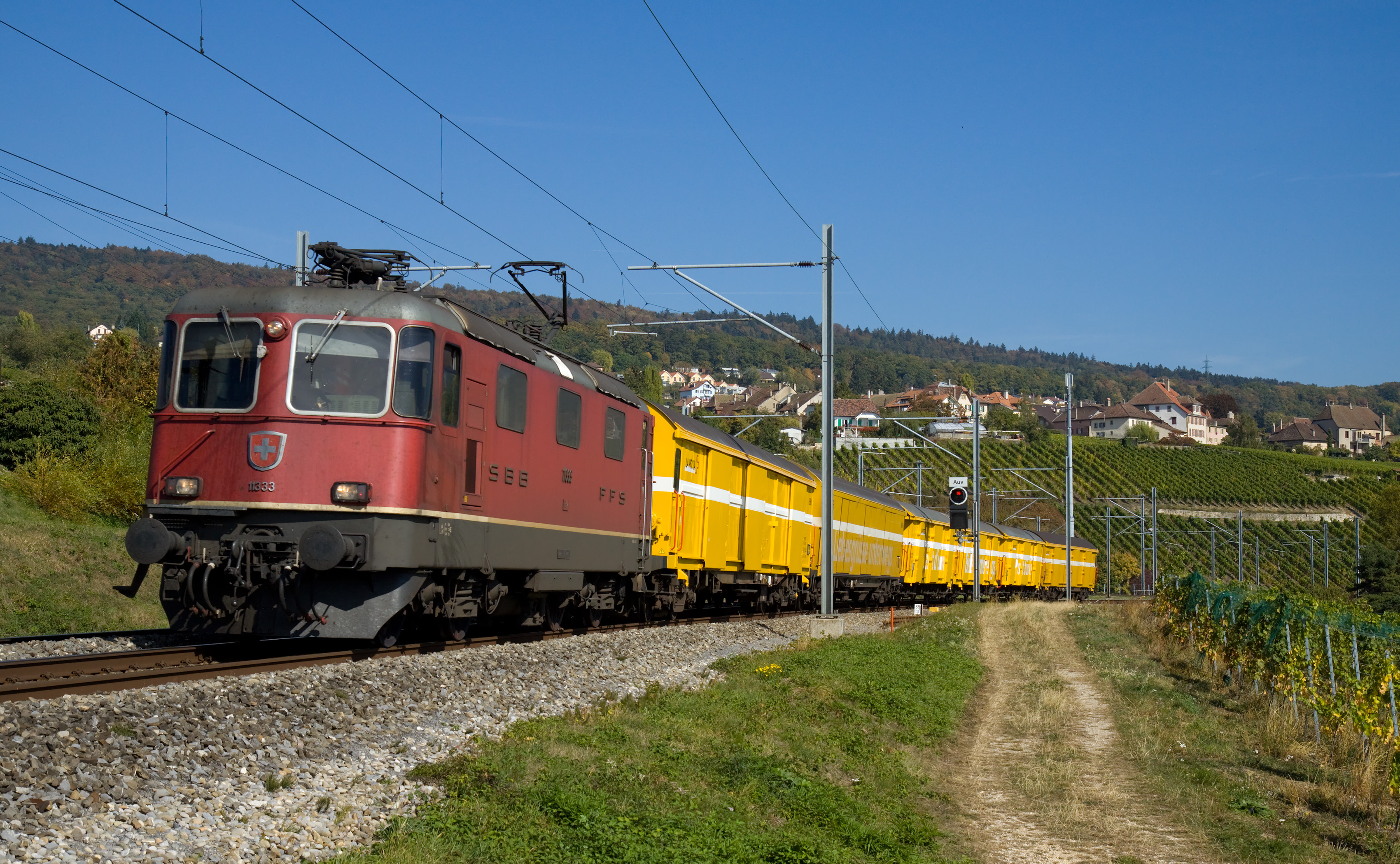
Postzüge verbinden mehrfach täglich die Postzentren von Frauenfeld, Härkingen, Mülligen und Daillens

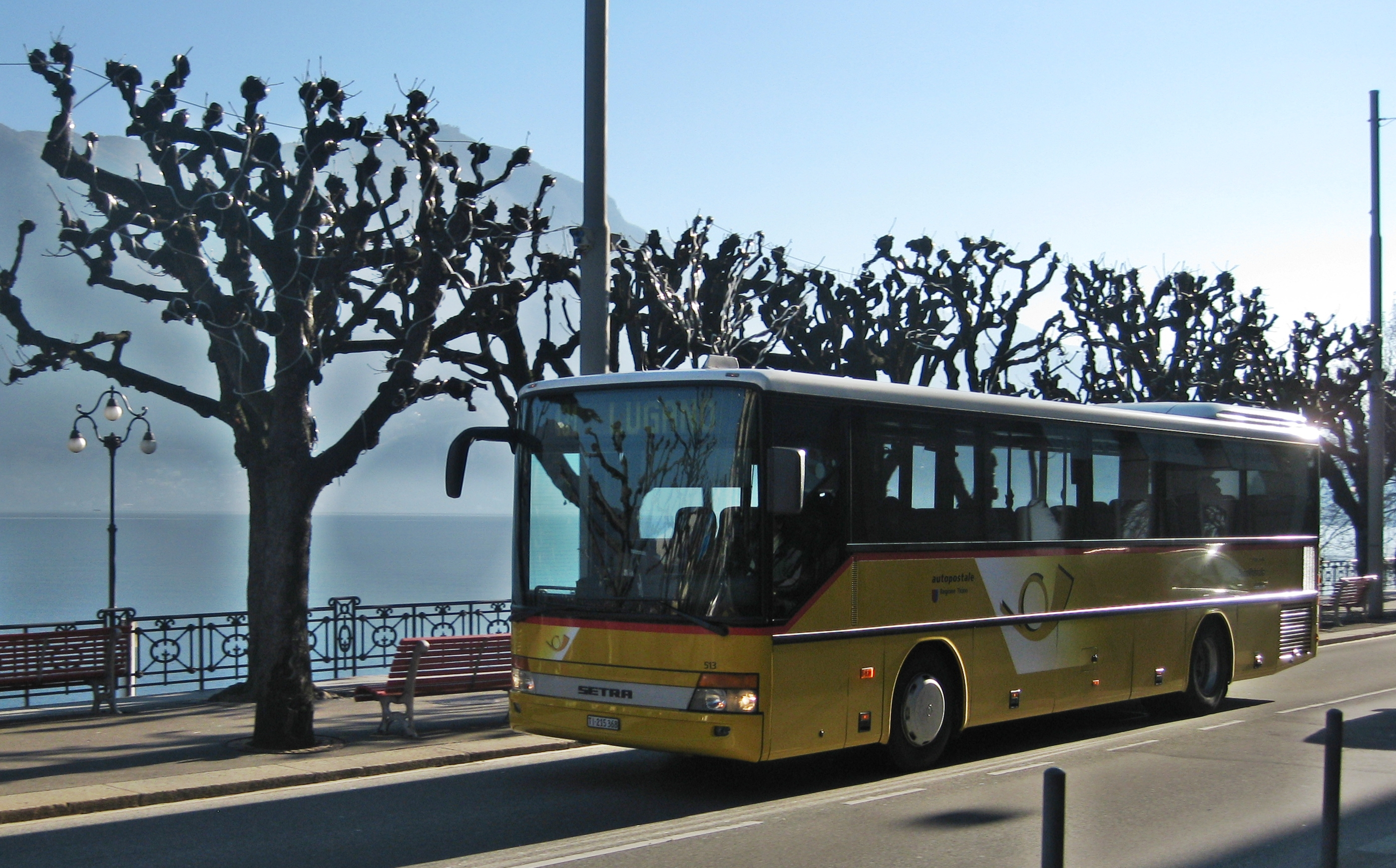
Postauto der PostAuto AG zur Personenbeförderung

### Ehemalige PTT
Die Bundespost wurde am 1. Januar 1849 zum Transport von Briefen, Paketen, Personen und Geldsendungen geschaffen. Postsendungen wurden ab 1857 per Bahn befördert. Ab 1866 wurden eigene Bahnpostwagen in Dienst gestellt. Nachdem 1903 erstmals Motorfahrzeuge eingesetzt worden waren, stellte die letzte Pferdepost in Avers GR 1961 ihren Betrieb ein. Ab 1906 existierte ein Postscheckdienst (Girokonto, der Vorläufer der heutigen Postfinance; Gelbes Konto). 1920 wurden Telefonie und Telegrafie mit der Post zusammengelegt. Die Behörde hiess nun PTT (Post, Telefon, Telegraf). Seit 1939 ist das Merkmal der Schweizerischen Post die gelbe Farbe. Briefkästen und Wertzeichenautomaten erscheinen seitdem in Postgelb. 1964 wurden die Postleitzahlen eingeführt. 1978 stellten die PTT die ersten Postomaten (Geldautomaten) auf und bot die ersten Natels (Autotelefone) an (vgl. Swisscom).
Mit der Gründung des Bundesstaates im Jahre 1848 wurden grundlegende Änderungen betreffend Organisation des noch jungen Bundesstaates vorgenommen, darunter die Neuorganisation des Post-, Verkehrs- und Münzwesens, die Armee und die Rechtsprechung mit der entsprechenden Gesetzgebung. Mit der Gründung der eidgenössischen Postverwaltung erfolgte die Ablösung der kantonalen Postverwaltungen durch den Bund. Somit erhielt der Bund das Monopol zur Weiterbeförderung von postalischen Dienstleistungen (Weiterleitung von Informationen in geschriebener Form). Durch die Monopolisierung durch den Bund konnte sichergestellt werden, dass die Bevölkerung eine zuverlässige flächendeckende und günstige Dienstleistung erhielt.
Mit dem technischen Fortschritt kamen zu Beginn des 20. Jahrhunderts Telegraph und Telefon dazu. Dies hatte zur Folge, dass um die 1920er Jahre PTT-Betriebe gebildet wurden. Ihr Ursprung wird mit der Zusammenlegung in der Eidgenössischen Telegraphenverwaltung und der Oberpostdirektion am 16. August 1920 begründet, die in der Zuständigkeitsordnung PTT vom 24. Oktober 1930 zusammengefasst wurden. Infolge dieses technischen Fortschritts musste die Infrastruktur erweitert werden, um eine wirtschaftliche Entwicklung gewährleisten zu können. Um eine solche Infrastruktur errichten zu können (Bau von Leitungen jeglicher Art), braucht es Grund und Boden. Da es aber nicht immer möglich ist, Leitungen auf öffentlichem Grund zu erstellen, wird auch privater Grund und Boden beansprucht. Um diese Entwicklung nicht zu gefährden, wurde mit der Einführung des Zivilgesetzbuches die Beschränkung des Privateigentums begründet und somit das Enteignungsrecht eingeführt. Im Kampf gegen die Radiopiraten galten die Schweizer PTT bis zur Liberalisierung als die rabiateste Verfolgungsbehörde.

### Liberalisierung
Am 31. Dezember 1997 wurden im Zusammenhang mit der 1988 eingeleiteten Liberalisierung die PTT in zwei Konzerne aufgeteilt. Die Postdienstleistungen bestehend aus Briefpost, Paketpost, Zahlungsverkehr und Personentransport mit Postautos wurden der heutigen Schweizerischen Post übertragen, während die Swisscom seither die Telekommunikations-Dienstleistungen erbringt.
Die Schweizerische Post war ab 1998 eine selbständige öffentlich-rechtliche Anstalt und verfügt über einen gewissen unternehmerischen Spielraum. Die gesetzliche Grundlage bildete das am 1. Januar 1998 in Kraft getretene Postorganisationsgesetz (POG).
Aufgrund der neuen Postgesetzgebung, die Ende 2012 in Kraft trat (PG, POG, VPG am 1. Oktober 2012, VPOG am 1. Dezember 2012), wurde die Schweizerische Post am 26. Juni 2013 rückwirkend auf den 1. Januar 2013 in eine spezialgesetzliche Aktiengesellschaft umgewandelt. Gleichzeitig wurde Postfinance in eine privatrechtliche Aktiengesellschaft ausgegliedert und der Aufsicht der FINMA unterstellt. Eigentümer der Schweizerischen Post AG bleibt zu 100 Prozent der Bund – neu in der Rolle als Aktionär. Die PostFinance AG ihrerseits bleibt im vollständigen Besitz der Schweizerischen Post AG.

## Unternehmenstätigkeit

### Kommunikationsmarkt
Die Post CH AG erbringt Dienstleistungen rund um den Versand von adressierten und unadressierten Briefen und Werbesendungen, stellt Zeitungen zu, übernimmt das Dokumentenmanagement für Kunden und ist im Direktmarketing tätig.
Die Zustellkosten für Zeitungen werden seit längerem durch die Presseförderung subventioniert. Im Oktober 2023 wurde bekannt, dass die 2012 übernommene Direct Mail Company den Betrieb per Ende Mai 2024 einstellt.
Briefpost

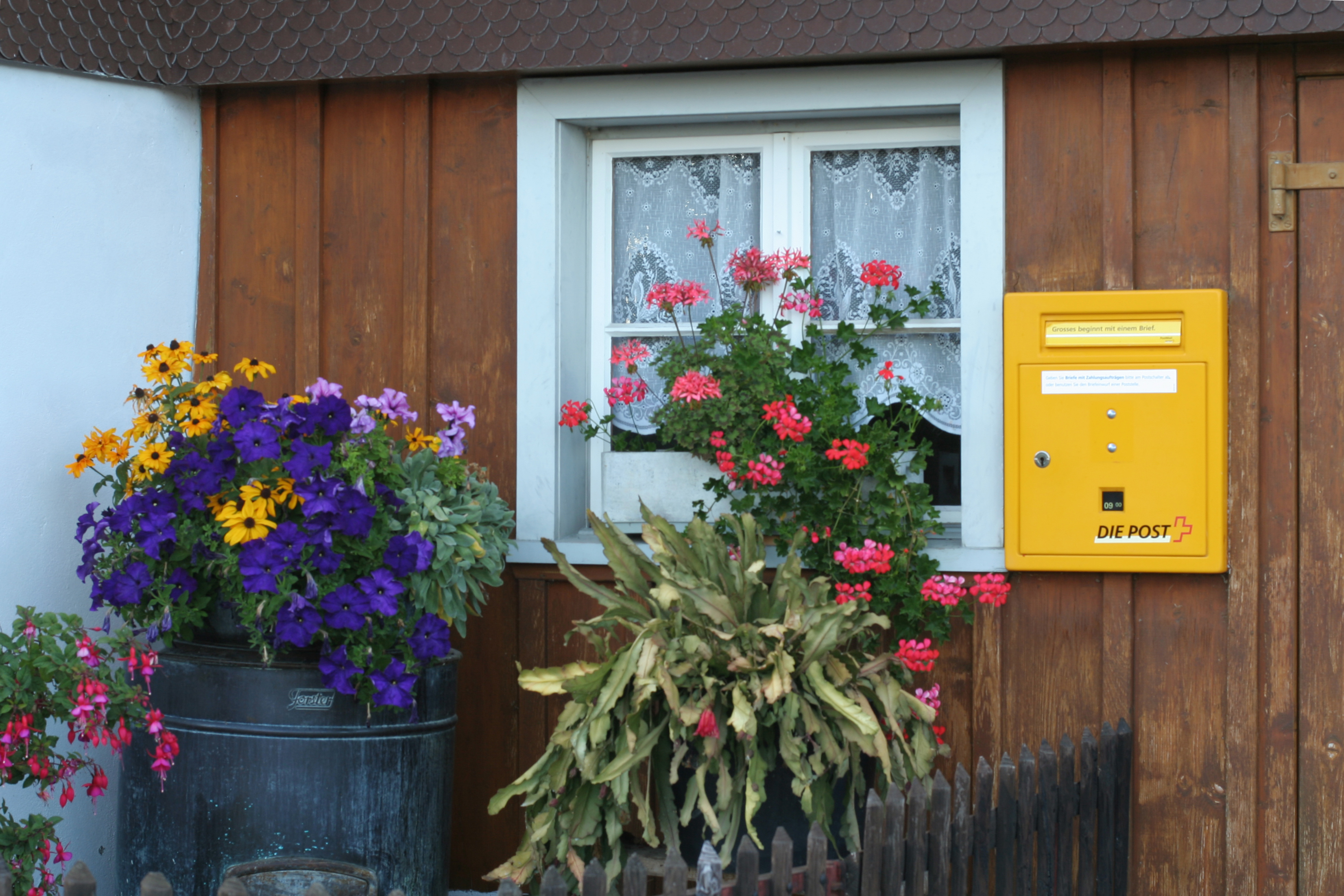
Die Aushängeschilder der Post: Der normierte gelbe Briefkasten

Die Dienstleistungen der Briefpost werden seit längerem immer weniger nachgefragt, die Volumina gehen mit dem Aufkommen von E-Mail und SMS jährlich um rund 4 % zurück. Als Reaktion darauf strukturierte die Post ab 2002 die gesamte Briefverarbeitung neu. Das Projekt REMA (Reengineering Mail Processing, Reorganisation der Briefverarbeitung) konzentrierte die Logistik auf drei zwischen 2006 und 2009 gebaute Briefzentren in Zürich Mülligen, Härkingen und Eclépens. Zusammen mit sechs neuen regionalen Verteilzentren (sogenannten Subzentren) in Gossau (SG), Genf, Basel, Tessin, Bern und Luzern lag das Investitionsvolumen bei ca. einer Milliarde Schweizer Franken.
Per 1. Januar 2020 wurde die Brief- und Postlogistik vereint. Per Ende Mai 2021 wurden die Leerungen bei den meisten der über 14'000 gelben Briefkästen weiter reduziert. Im Juli 2023 gab die Post bekannt, den privaten Zusteller Quickmail (und mit ihm auch der Paketdienstleister Quickpac) unter Vorbehalt der Zustimmung durch die Wettbewerbskommission zu übernehmen. Diese hat die Übernahme im Januar 2024 wegen drohender Einschränkungen des Wettbewerbs verboten. Die Preise für A-Post und B-Post-Sendungen wurden letztmals per 1. Januar 2024 erhöht.
Die Post ist im Briefpostsektor weiterhin Marktführerin in der Schweiz.
Einzahlungen am Postschalter
2007 wurde die Empfängertaxe für Einzahlungen am Postschalter erhöht. Trotz der Digitalisierung des Zahlungsverkehrs wurden 2010 noch rund 200 Millionen Einzahlungen getätigt, wofür die Post seit 1910 das «gelbe Büchlein» anbietet. 2017 gingen die Einzahlungen um 6,5 % zurück. Diese haben sich von 210 Millionen im Jahr 2007 auf 137 Millionen im Jahr 2018 reduziert. In der Folge wurden die Gebühren per 1. Juli 2020 erneut erhöht. Von 2020 bis 2022 wurden die verschiedenen Einzahlungsscheine durch die QR-Rechnung ersetzt.
Entwicklung des Filialnetzes

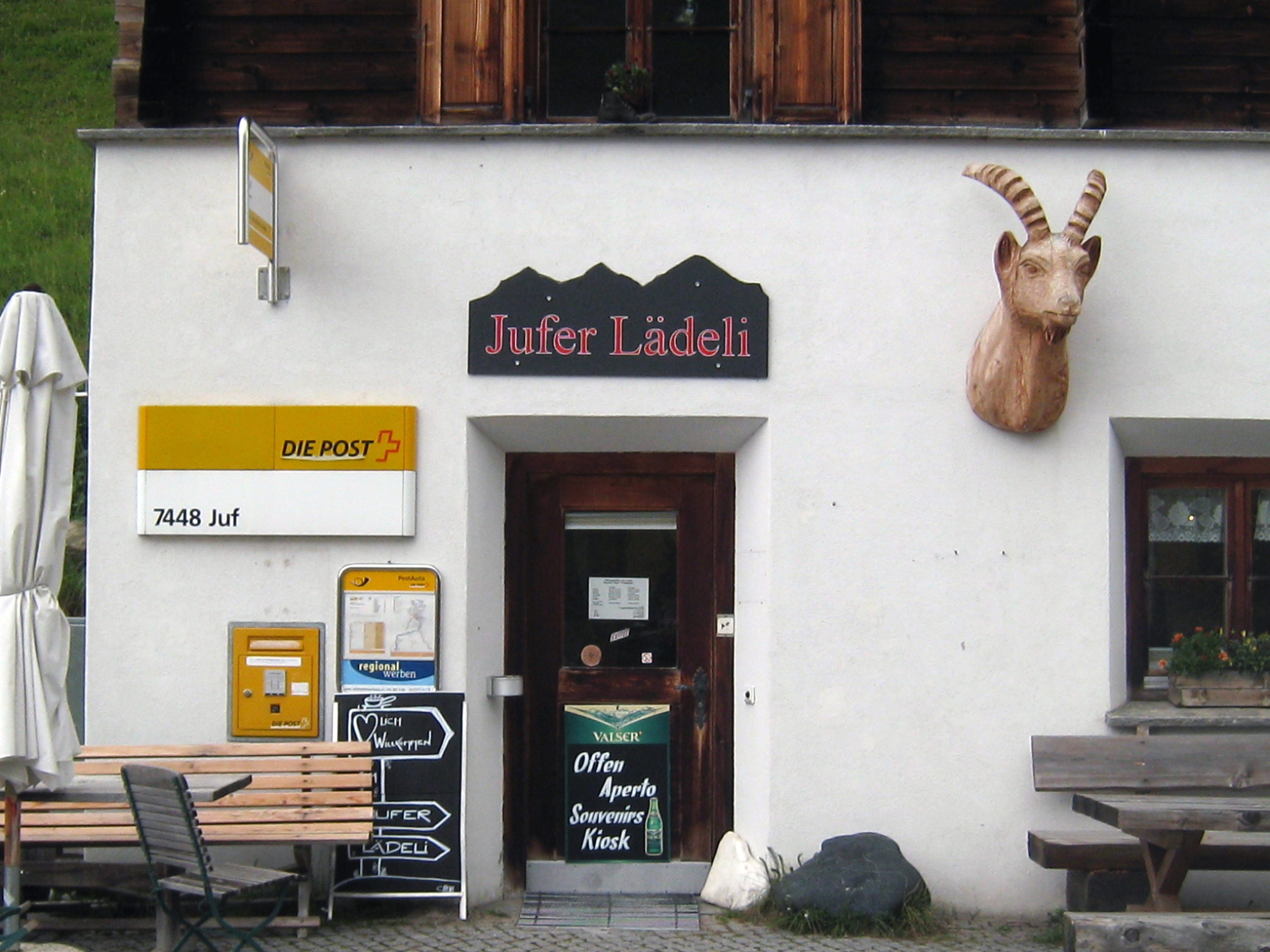
Poststelle in Juf, dem höchstgelegenen Dorf Europas

Seit etwa 2016 verfügt die Post über weniger eigene Filialen als im Jahre 1850, dem Jahr nach ihrer Gründung. Im Mai 2024 wurde bekannt, dass die Post bis 2028 weitere 170 von den per Ende 2023 noch 769 existierenden Postfilialen auflösen will. Die 2020 gegründete PostNetz GmbH bezweckt den Betrieb von Postagenturen sowie den Vertrieb von Drittleistungen in PostShops und Poststellen. Im Jahr 2022 begann die Post CH Netz AG eine Kooperation mit der Sympany und der Assura. Die beiden Versicherer können nun ihre Krankenversicherungen auch über ausgesuchte Postfilialen vertreiben. Das Filialnetz soll künftig für weitere Dritte, u. a. für Banken, Versicherungen, Gesundheit und die öffentliche Verwaltung, geöffnet werden. Noch im selben Jahr ging die Post eine Kooperation mit der Migros Bank und der Cornèr Bank ein.
Digitale Angebote (Kommunikations-Services)
Im Jahr 2005 übernahm die Schweizerische Post die SwissSign AG zu 100 Prozent. Im Jahr 2006 wurde IncaMail lanciert. Im Jahr 2021 wurde die SwissSign Group AG, welche Herausgeberin der SwissID ist, vollständig von der SwissSign AG übernommen. Am 8. Juli 2021 meldete Tresorit, dass die Schweizerische Post eine Mehrheit der Anteile an der Firma übernommen hat. Tresorit ist ein Filehosting-Cloud-Storage-Dienst mit Schwerpunkt auf erhöhter Sicherheit und Verschlüsselung. Zudem fungiert die Schweizerische Post als Systemanbieterin des elektronischen Patientendossiers (EPD). Sämtliche digitalen Dienstleistungen werden seit Anfang 2021 im eigens dafür geschaffenen Geschäftsbereich Kommunikations-Services zusammengefasst. Dazu gehört auch die im Jahr 2020 übernommene Klara Business AG, welche u. a. für die ePost zuständig ist.
Die SPS Holding AG (Markenname: Swiss Post Solutions), welche im Bereich der digitalen Transformation von Unternehmen tätig ist, wurde inzwischen veräussert.
Im Jahr 2024 wurde der Mobilfunkanbieter Post Mobile im Netz von Salt Mobile gegründet.

### Logistikmarkt

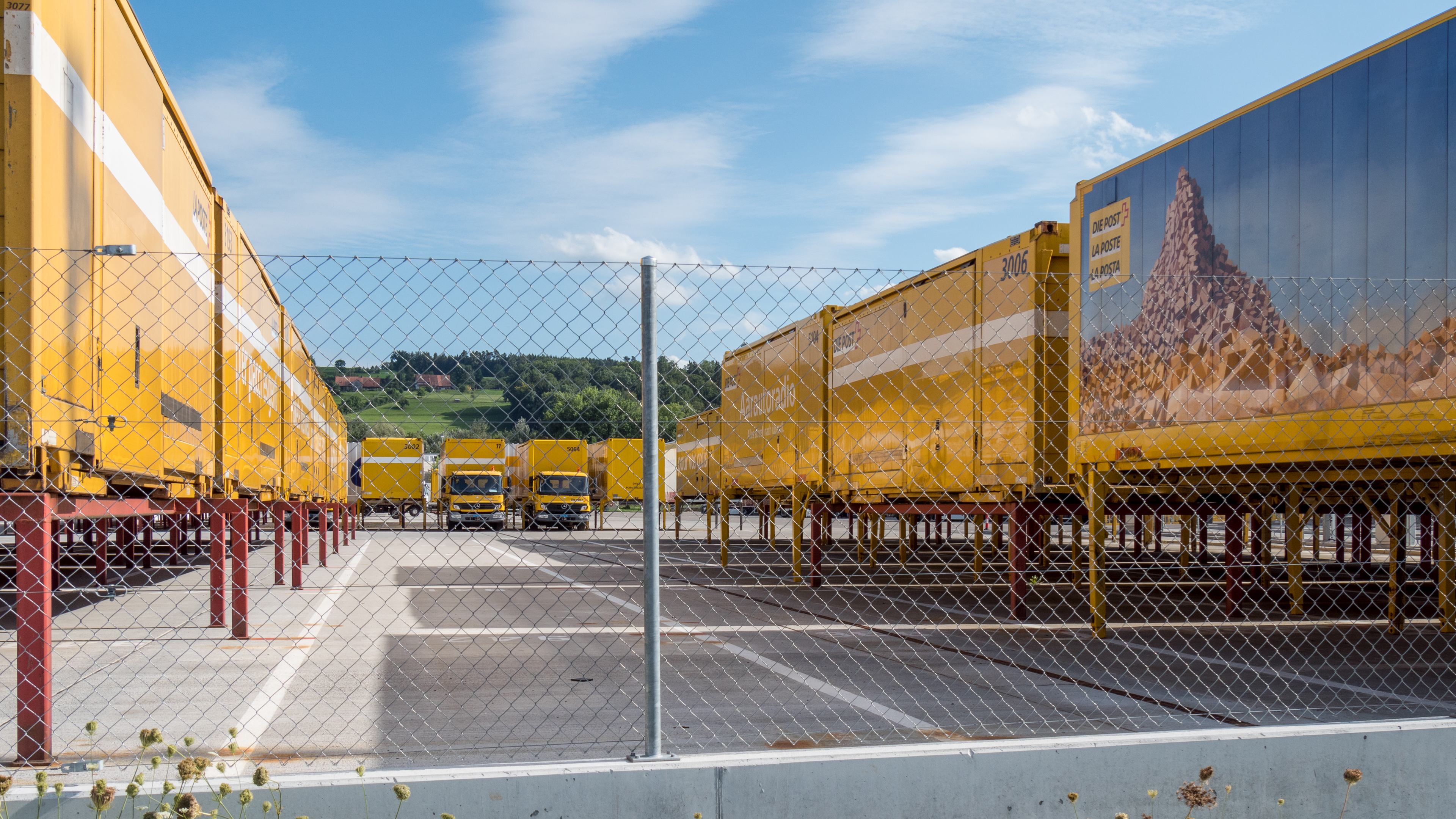
Paketverteilzentrum Frauenfeld

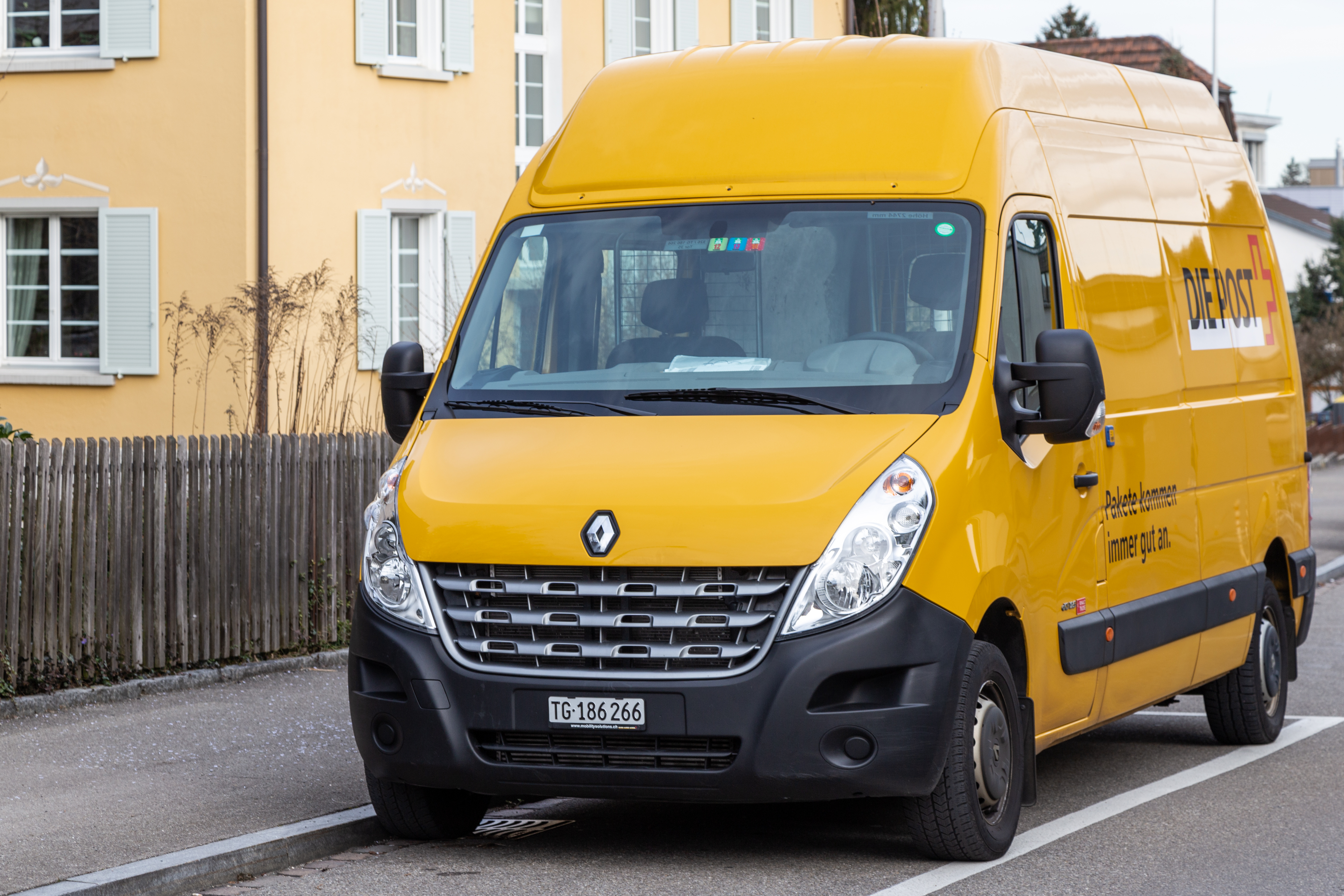
Ein Paketzustellfahrzeug der Post

In der Paket- und Stückgutlogistik erbringt PostLogistics eine Reihe von Dienstleistungen für Geschäfts- und Privatkunden. Im Kurier-, Express- und Paketmarkt (KEP) verzeichnet die Post im Zuge des boomenden Onlinehandels zurzeit ein starkes Wachstum (siehe auch Digitaler Binnenmarkt). Die Post betreibt Paketzentren in Härkingen (SO), Frauenfeld (TG), Daillens (VD) und Urdorf (ZH) sowie regionale Paketzentren in Cadenazzo (TI), Ostermundigen (BE), Vétroz (VS) und Untervaz (GR). Ein weiteres regionales Paketzentrum wurde 2022 in Rümlang (ZH) eröffnet, Buchs (AG) und Pratteln (BL) folgten bis Frühling 2023. Im Jahr 2000 wurde TNT Swiss Post als Gemeinschaftsunternehmen mit TNT Express gegründet. Im Zuge der Übernahme von TNT Express durch FedEx wurde das Unternehmen im Jahr 2022 in FedEx Express Swiss Post umbenannt. Die Schweizerische Post ist mit 38 Prozent am Unternehmen beteiligt. Die Post übernimmt für grenzüberschreitende Sendungen auch die Verzollung. Ende November 2017 wurde bekannt, dass für den Schweizer Markteintritt von Amazon ein Kooperationsabkommen abgeschlossen wurde. Die Post wird künftig die Verzollung für Amazon vornehmen. Die Tests mit Logistikdrohnen wurden nach dem Absturz vom 25. Januar 2019 vorerst eingestellt und per Ende 2022 an Matternet abgegeben.
Seit November 2013 betreibt die Post das Paketautomatensystem «My Post 24». Nach erfolgter Online-Registrierung können Pakete sowie eingeschriebene Briefe direkt an einem der rund 140 Automaten aufgegeben als auch entgegengenommen werden.
Im Sommer 2015 startete die Post mit der Zustellung von regionalen Lebensmitteln. In den letzten Jahren wurden Dienste wie z. B. «Buur on Tour», die Kleidersammlung für Texaid und «Recycling at Home» für Nespresso lanciert.
Trotz der grossen internationalen Konkurrenz wie DHL und DPD, ist die Post im Paketmarkt weiterhin Marktführerin in der Schweiz. 2018 hat die Post rund 138 Millionen Pakete verarbeitet. Dies entspricht einem Zuwachs von über sechs Prozent gegenüber dem Vorjahr. Im Mai 2019 sind 300 Migros-Filialen für den Empfang sowie Versand von Paketen dazugekommen. Diese wurden im Oktober 2019 um weitere 91 sogenannte Servicepunkte ergänzt. Gleichzeitig wurde angekündigt, dass die Zusammenarbeit mit der SBB bezüglich der Paketdiensleistungen per 31. März 2020 beendet wird.
Seit 2020 wird den Kunden, welche bei den Paketen selbst eine Online-Frankierung vornehmen, ein Rabatt gewährt.
Die im Jahr 2003 gegründete SecurePost AG war eine 100-%-Tochterfirma der Post CH AG und erbrachte Dienstleistungen im Geldtransport etc. Nach dem Überfall vom 2. Dezember 2019 wurde der Geldtransport von und nach Daillens eingestellt, da die Versicherung den Transportschutz aufhob. Per 1. Mai 2021 verkaufte die SecurePost AG wesentliche Teile ihres Geschäfts an die international tätige Loomis Schweiz AG. Gemäss Mitteilung wurden alle 450 Beschäftigten übernommen und behielten somit ihre Arbeitsplätze. Die SecurePost AG wurde mit Beschluss der Generalversammlung vom Dezember 2021 aufgelöst, 2024 die Liquidation beendet und die Gesellschaft gelöscht.
Dekarbonisierung der Zustellflotte

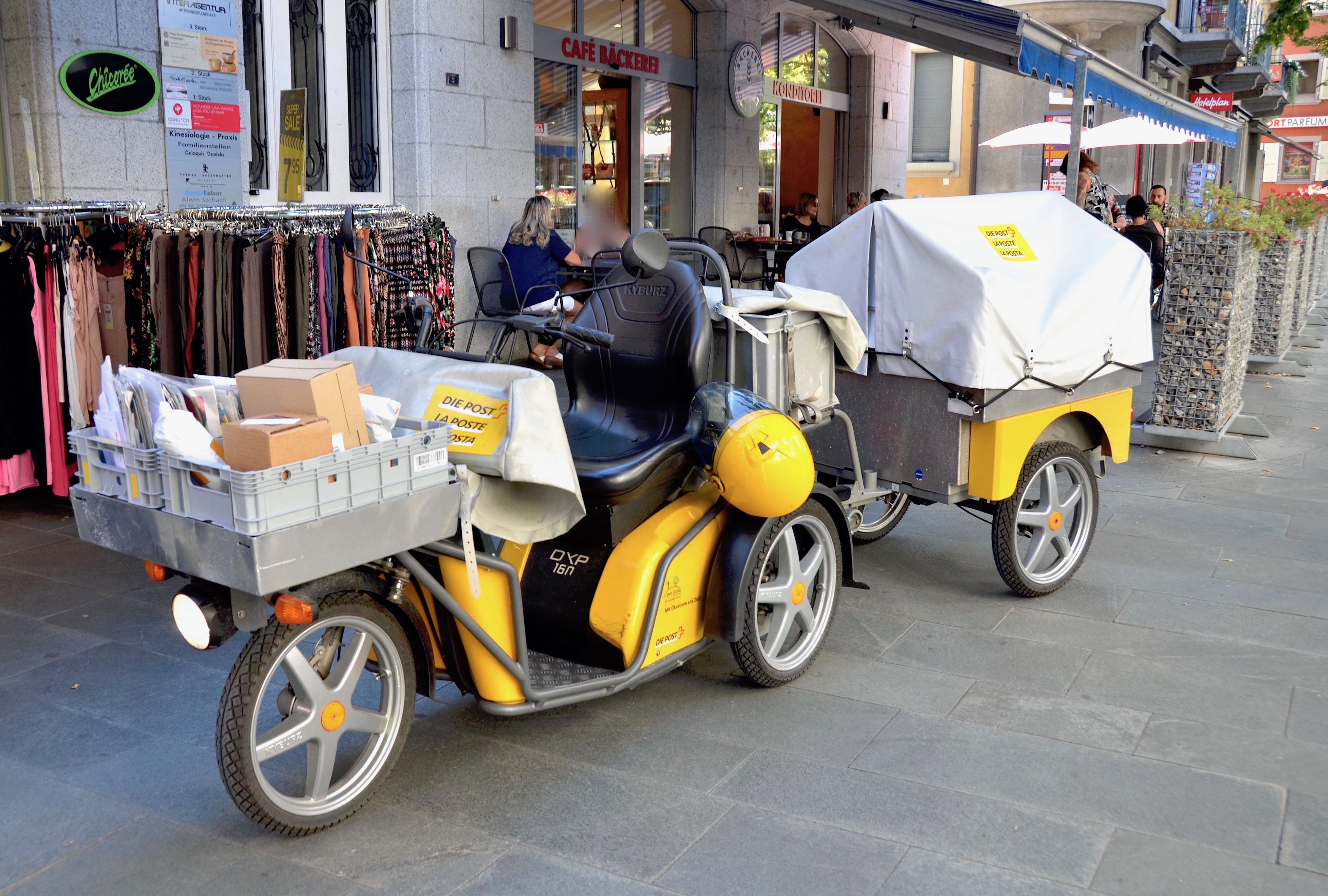
Zustellfahrzeug mit Elektroantrieb in Brig

Seit Anfang 2017 sind alle rund 6300 zwei- und dreiräderigen Zustellfahrzeuge der Post batteriebetrieben und mit Ökostrom unterwegs. Die Elektrofahrzeuge benötigen rund sechs Mal weniger Energie als ein Benzintöffli. Im Vergleich zu vorher spart die Post 733 kg CO2 pro Fahrzeug und damit jährlich rund 4600 Tonnen CO2-Emissionen insgesamt. Die Flotte wurde mit dem Modell Kyburz DXC erweitert. Mitte 2017 wurden die ersten Elektrolieferwagen in Betrieb genommen. Die Post wollte bis zum Jahr 2023 bis zu 400 Elektrolieferwagen einsetzen. 2023 wurde vermeldet, dass die Städte Zürich und Bern nun rein elektrisch beliefert werden. Die Post beabsichtigt, die gesamte Zustellflotte ab spätestens 2030 klimaneutral zu betreiben.
Per 28. August 2020 übernahm die Schweizerische Post die notime AG – ein Technologieunternehmen mit Fahrradkurier-Leistungen – vollständig. «notime» ermöglicht die Lieferung von Sendungen gleichentags oder innerhalb weniger Stunden. Im Mai 2025 teilte die Post ihre Absicht mit, das Angebot von «notime» per Ende September 2025 einzustellen, da die Nachfrage unter den Erwartungen geblieben sei.

### Öffentlicher Personenverkehrsmarkt

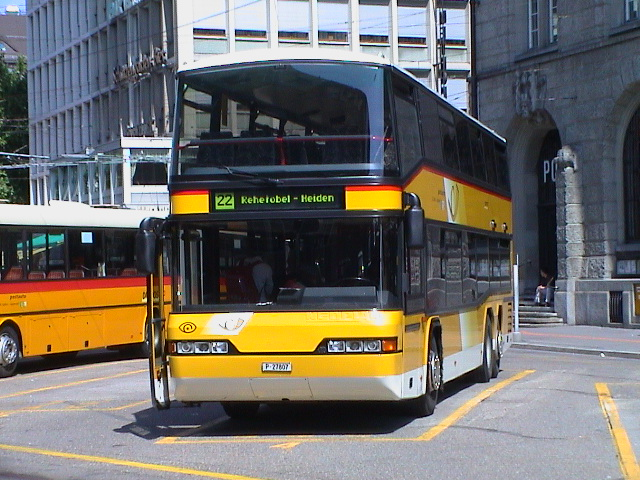
Doppelstock-Postauto in St. Gallen (2000)

PostAuto AG ist der grösste Schweizer Dienstleister im öffentlichen Strassenverkehr und stellt die Anbindung von Randgebieten an die Zentren zu einem wesentlichen Teil sicher. Pro Jahr fahren rund 155 Millionen Gäste mit der PostAuto AG. Neben dem öffentlichen Verkehr absolviert PostAuto auch Schülertransporte.
Im Jahr 2022 verkaufte die Post Publibike, ein öffentliches Velo-Verleihnetz.
Die PostLogistics angehängte Post Company Cars AG betreibt das Flottenmanagement für die Post und externe Kunden. Zudem besitzt die Post 34 % der Sensetalbahn.

### Retailfinanzmarkt

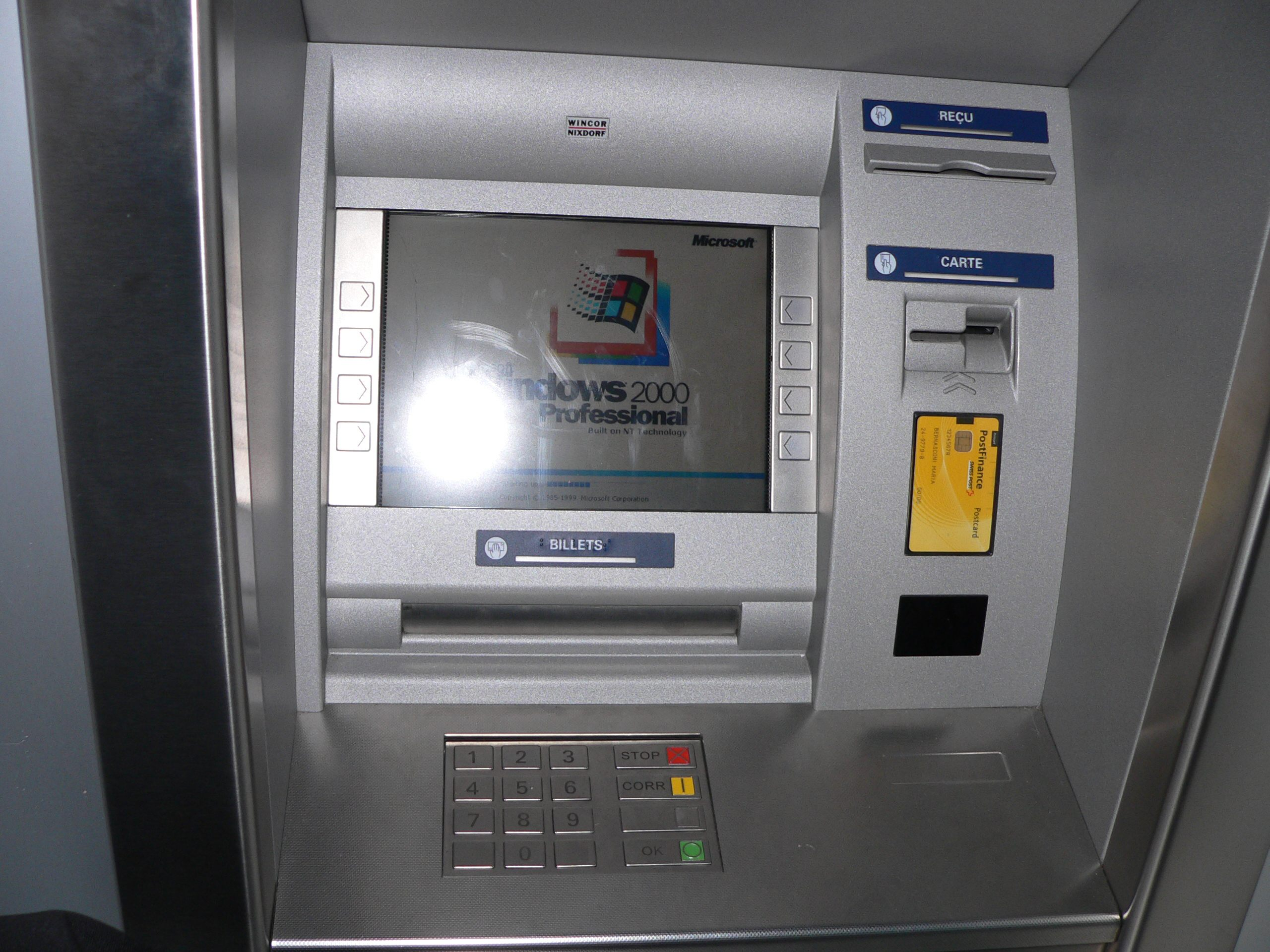
Postomat (Geldautomat der Postfinance, welcher ausschliesslich mit der Postfinance Card funktioniert)

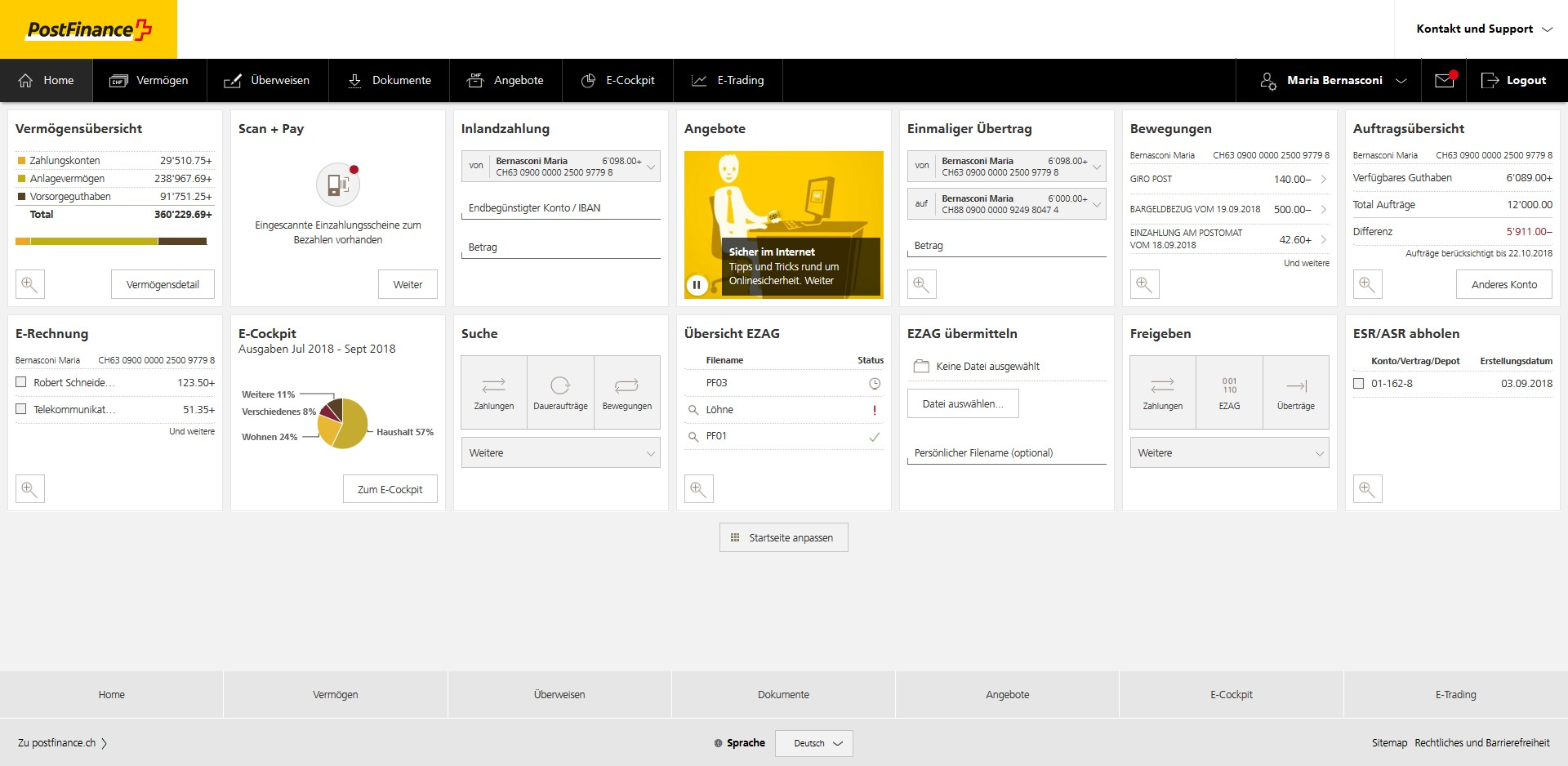
Benutzeroberfläche des Postfinance-eigenen Electronic Bankings E-Finance

Postfinance erbringt finanzielle Dienstleistungen für Zahlungsverkehr, Sparkonti und im Anlagegeschäft. Seit dem 26. Juni 2013 besitzt das Retailfinanzinstitut eine Bankbewilligung und untersteht der Aufsicht der FINMA.
Mit der FINMA-Unterstellung hat Postfinance die Möglichkeit, Produkte selbständig anzubieten, für die sie bisher Kooperationen mit Banken eingehen musste. Kredite und Hypotheken hingegen kann Postfinance gemäss dem Postorganisationsgesetz nach wie vor nicht selbständig vergeben. In diesem Bereich arbeitet sie weiterhin mit anderen Banken zusammen. Die Postfinance Card, umgangssprachlich auch als Postcard bekannt, ist als bargeldloses Zahlungsmittel in der Schweiz weit verbreitet.
Mit über 2,9 Millionen Kunden und über 100 Milliarden Schweizer Franken Kundenvermögen gehört die Postfinance zu den grössten Finanzinstituten der Schweiz. Im Zahlungsverkehr in der Schweiz ist sie unbestrittene Marktführerin.
Aus dem Innovationsprogramm der Post, PostVenture, ist unter anderem Sonect entstanden, eine App die den kostenlosen Bargeldbezug am Verkaufsort, z. B. bei Valora und Volg, ermöglicht. Im Zuge der digitalen Transformation will Postfinance die Effizienz der Strukturen und Prozesse weiter verbessern und plante, bis Ende 2021 rund 130 Vollzeitstellen abzubauen, gut 260 arbeitsvertragliche Anpassungen vorzunehmen und rund 80 neue Stellen zu schaffen.

### Tätigkeit im Ausland
Die Post ist auch ausserhalb der Schweiz tätig. PostAuto betreibt im Fürstentum Liechtenstein das gesamte Regionalverkehrsnetz. Swiss Post Solutions (SPS) ist mit Ländergesellschaften international präsent und beschäftigt weltweit knapp 7000 Mitarbeiter in 15 Ländern. Die Tochtergesellschaft ist ein Full-Service-Anbieter im Bereich des digitalen und physischen Dokumentenmanagements. Kernmärkte sind die Schweiz, Deutschland, Grossbritannien, die USA, Süd-/Westeuropa und Asien. SPS Vietnam erfasst Daten, verarbeitet digitale Dokumente und übernimmt IT-Betriebsdienstleistungen. Am Joint Venture Asendia sind die Schweizerische Post und die französische La Poste je zu 50 Prozent beteiligt. Zu den Geschäftsaktivitäten von Asendia gehören sämtliche Lösungen im internationalen Mailgeschäft. 2018 wurde Bächle Logistics aus Villingen-Schwenningen in Deutschland übernommen. 2023 übernahm Bächle Logistics ihrerseits die Spedition Effinger aus Brigachtal. Seit März 2025 treten Bächle Logistics und PostLogistics im Güterlogistik-Markt einheitlich als «Swiss Post Cargo» auf. Bis Ende 2027 sollen sämtliche Konzerngesellschaften der Güterlogistik, darunter auch die Portmann-Gruppe in Frankreich, Iemoli Trasporti in Italien sowie Nolden Logistics, OSA Logistik und OSA Spedition in Deutschland, als Swiss Post Cargo auftreten.
In Deutschland, Bundesland Thüringen, kaufte die Schweizer Post 2024 im Landkreis Schmalkalden-Meiningen den Zillbacher Forst. 70 Millionen Franken erhielt Michael-Benedikt von Sachsen-Weimar-Eisenach für seine 2257 Hektar Land, wovon 2198 Hektar bewaldet sind. Als Begründung wurde angegeben, dass man mit dem Baumbestand die  CO₂-Bilanz der Post um jährlich 9000 Tonnen verbessern wolle. Zum  Hektarpreis von über 30.000 Euro wurde kritisch angemerkt, dass nicht lange zuvor das Land Thüringen 600 Hektar Wald für 20.000 Euro pro Hektar aufgeworfen hatte; das galt als überzahlt. Ein Gutachten hatte einen Hektarpreis von 15.000 Euro errechnet. Den Preis ihrer Investition will die Schweizer Post durch Gutachten abgesichert haben, die jedoch auch auf Nachfrage unter Verschluss blieben. Nach dem Land hatte auch die Gemeinde auf ihr Vorkaufsrecht verzichtet, denn der Verkaufspreis lag weit über dem üblichen Verkehrswert. Bei einer Bürger-Information gab zur Frage nach einer Windkraftanlage im Wald keine verbindliche Antwort.

## Meinungsmarkt / Politik
Die Angebote der Post sind in der Bevölkerung ein emotionales Thema. Als Unternehmen im Besitz des Bundes ist die Post einer flächendeckenden Grundversorgung mit Postdienstleistungen und im Zahlungsverkehr verpflichtet. Gleichzeitig soll sie gemäss den strategischen Zielen des Bundesrates hochstehende, marktfähige und innovative Dienstleistungen anbieten und dabei ein rentables Wachstum generieren sowie durch Effizienzsteigerungen die Ertragskraft des Unternehmens stärken. In diesem Spannungsfeld ist die Post immer wieder im Fokus öffentlicher und politischer Diskussionen.
So werden die Schliessung oder Umwandlung von Poststellen in Formate wie die Postagentur oder der Hausservice von der Öffentlichkeit oft mit Skepsis aufgenommen. Aus Sicht der Post werden diese neuen Poststellen nach ersten Erfahrungen mit den neuen Formaten und angepassten Öffnungszeiten von den Kunden jedoch weitgehend positiv bewertet.
Auch Preisanpassungen bei einzelnen Produkten führen wiederholt zu Kritik.
Schliesslich sorgten auch Restrukturierungen und Kostenmassnahmen mit personellen Konsequenzen jeweils für negative Schlagzeilen. Mitarbeiter der Post sind in den Gewerkschaften syndicom und transfair (Personalverband) organisiert.
Die Kritik an der Post mündete bisher in zwei Volksinitiativen. Die Initiative «Postdienste für alle», die ein flächendeckendes Poststellennetz und eine Defizitgarantie in der Bundesverfassung verankern wollte, wurde im September 2004 sehr knapp verworfen.
Die «Initiative für mehr Service Public» kam im Juni 2013 zu Stande. Über die Vorlage wurde am 5. Juni 2016 abgestimmt. Die Initiative wurde mit 67,6 % der Stimmen abgelehnt.
Immer wieder werden auf Kantons- und Bundesebene parlamentarische Vorstösse zu Postthemen lanciert. Mit der neuen Postgesetzgebung, die Ende 2012 in Kraft trat, verfügt die Post über klare Rahmenbedingungen für die Erfüllung ihres Grundversorgungsauftrags.
2019 wurde McKinsey beauftragt, die Effizienz der Arbeitsabläufe zu prüfen. Die im Zuge der Covid-19-Pandemie reduzierten Öffnungszeiten wurden nach der Pandemie vielerorts gleich beibehalten, wie z. B. bei der Sihlpost.
Am 29. Januar 2025 verabschiedete der Bundesrat die  strategischen Ziele für die Schweizerische Post 2025–2028.